# David Andrews (homme politique)
Pour les articles homonymes, voir David Andrews (homonymie) et Andrews.
 (août 2021).
Si vous disposez d'ouvrages ou d'articles de référence ou si vous connaissez des sites web de qualité traitant du thème abordé ici, merci de compléter l'article en donnant les références utiles à sa vérifiabilité et en les liant à la section « Notes et références ».
David Andrews (né le 15 mars 1935) est un homme politique irlandais du Fianna Fáil qui est ministre des Affaires étrangères de 1992 à 1993 et 1997 à 2000, ministre de la Défense de 1993 à 1994 et de juin 1997 à octobre 1997, ministre de la Marine de 1993 à 1994, ministre d'État au ministère des Affaires étrangères de 1977 à 1979 et whip en chef du gouvernement et ministre d'État au ministère de la Défense de 1970 à 1973. Il est député (TD) de 1965 à 2002. En mai 2000 il est chairman de la Croix Rouge irlandaise.